# 偶蹄形菌属
偶蹄形菌属为心杆菌科的一个属。该属的模式种为节瘤偶蹄形菌（Dichelobacter nodosus）。

## 下属物种
- 节瘤偶蹄形菌 Dichelobacter nodosus (Beveridge, 1941) Dewhirst et al., 1990